# 1834
Portal Geschichte | Portal Biografien | Aktuelle Ereignisse | Jahreskalender | Tagesartikel

◄ |
18. Jahrhundert |
19. Jahrhundert
| 20. Jahrhundert | ►

◄ |
1800er |
1810er |
1820er |
1830er
| 1840er | 1850er | 1860er | ►

◄◄ |
◄ |
1830 |
1831 |
1832 |
1833 |
1834
| 1835 | 1836 | 1837 | 1838 | ► | ►►
Staatsoberhäupter · Wahlen · Nekrolog   · Musikjahr
| Januar | Januar | Januar | Januar | Januar | Januar | Januar | Januar |
| Kw     | Mo     | Di     | Mi     | Do     | Fr     | Sa     | So     |
| ------ | ------ | ------ | ------ | ------ | ------ | ------ | ------ |
| 1      |        |        | 1      | 2      | 3      | 4      | 5      |
| 2      | 6      | 7      | 8      | 9      | 10     | 11     | 12     |
| 3      | 13     | 14     | 15     | 16     | 17     | 18     | 19     |
| 4      | 20     | 21     | 22     | 23     | 24     | 25     | 26     |
| 5      | 27     | 28     | 29     | 30     | 31     |        |        |

| Februar | Februar | Februar | Februar | Februar | Februar | Februar | Februar |
| Kw      | Mo      | Di      | Mi      | Do      | Fr      | Sa      | So      |
| ------- | ------- | ------- | ------- | ------- | ------- | ------- | ------- |
| 5       |         |         |         |         |         | 1       | 2       |
| 6       | 3       | 4       | 5       | 6       | 7       | 8       | 9       |
| 7       | 10      | 11      | 12      | 13      | 14      | 15      | 16      |
| 8       | 17      | 18      | 19      | 20      | 21      | 22      | 23      |
| 9       | 24      | 25      | 26      | 27      | 28      |         |         |

| März | März | März | März | März | März | März | März |
| Kw   | Mo   | Di   | Mi   | Do   | Fr   | Sa   | So   |
| ---- | ---- | ---- | ---- | ---- | ---- | ---- | ---- |
| 9    |      |      |      |      |      | 1    | 2    |
| 10   | 3    | 4    | 5    | 6    | 7    | 8    | 9    |
| 11   | 10   | 11   | 12   | 13   | 14   | 15   | 16   |
| 12   | 17   | 18   | 19   | 20   | 21   | 22   | 23   |
| 1    | 24   | 25   | 26   | 27   | 28   | 29   | 30   |
| 14   | 31   |      |      |      |      |      |      |

| April | April | April | April | April | April | April | April |
| Kw    | Mo    | Di    | Mi    | Do    | Fr    | Sa    | So    |
| ----- | ----- | ----- | ----- | ----- | ----- | ----- | ----- |
| 14    |       | 1     | 2     | 3     | 4     | 5     | 6     |
| 15    | 7     | 8     | 9     | 10    | 11    | 12    | 13    |
| 16    | 14    | 15    | 16    | 17    | 18    | 19    | 20    |
| 17    | 21    | 22    | 23    | 24    | 25    | 26    | 27    |
| 18    | 28    | 29    | 30    |       |       |       |       |

| Mai | Mai | Mai | Mai | Mai | Mai | Mai | Mai |
| Kw  | Mo  | Di  | Mi  | Do  | Fr  | Sa  | So  |
| --- | --- | --- | --- | --- | --- | --- | --- |
| 18  |     |     |     | 1   | 2   | 3   | 4   |
| 19  | 5   | 6   | 7   | 8   | 9   | 10  | 11  |
| 20  | 12  | 13  | 14  | 15  | 16  | 17  | 18  |
| 21  | 19  | 20  | 21  | 22  | 23  | 24  | 25  |
| 22  | 26  | 27  | 28  | 29  | 30  | 31  |     |

| Juni | Juni | Juni | Juni | Juni | Juni | Juni | Juni |
| Kw   | Mo   | Di   | Mi   | Do   | Fr   | Sa   | So   |
| ---- | ---- | ---- | ---- | ---- | ---- | ---- | ---- |
| 22   |      |      |      |      |      |      | 1    |
| 23   | 2    | 3    | 4    | 5    | 6    | 7    | 8    |
| 24   | 9    | 10   | 11   | 12   | 13   | 14   | 15   |
| 25   | 16   | 17   | 18   | 19   | 20   | 21   | 22   |
| 26   | 23   | 24   | 25   | 26   | 27   | 28   | 29   |
| 27   | 30   |      |      |      |      |      |      |

| Juli | Juli | Juli | Juli | Juli | Juli | Juli | Juli |
| Kw   | Mo   | Di   | Mi   | Do   | Fr   | Sa   | So   |
| ---- | ---- | ---- | ---- | ---- | ---- | ---- | ---- |
| 27   |      | 1    | 2    | 3    | 4    | 5    | 6    |
| 2    | 7    | 8    | 9    | 10   | 11   | 12   | 13   |
| 29   | 14   | 15   | 16   | 17   | 18   | 19   | 20   |
| 30   | 21   | 22   | 23   | 24   | 25   | 26   | 27   |
| 31   | 28   | 29   | 30   | 31   |      |      |      |

| August | August | August | August | August | August | August | August |
| Kw     | Mo     | Di     | Mi     | Do     | Fr     | Sa     | So     |
| ------ | ------ | ------ | ------ | ------ | ------ | ------ | ------ |
| 31     |        |        |        |        | 1      | 2      | 3      |
| 32     | 4      | 5      | 6      | 7      | 8      | 9      | 10     |
| 33     | 11     | 12     | 13     | 14     | 15     | 16     | 17     |
| 34     | 18     | 19     | 20     | 21     | 22     | 23     | 24     |
| 35     | 25     | 26     | 27     | 28     | 29     | 30     | 31     |

| September | September | September | September | September | September | September | September |
| Kw        | Mo        | Di        | Mi        | Do        | Fr        | Sa        | So        |
| --------- | --------- | --------- | --------- | --------- | --------- | --------- | --------- |
| 36        | 1         | 2         | 3         | 4         | 5         | 6         | 7         |
| 37        | 8         | 9         | 10        | 11        | 12        | 13        | 14        |
| 38        | 15        | 16        | 17        | 18        | 19        | 20        | 21        |
| 39        | 22        | 23        | 24        | 25        | 26        | 27        | 28        |
| 40        | 29        | 30        |           |           |           |           |           |

| Oktober | Oktober | Oktober | Oktober | Oktober | Oktober | Oktober | Oktober |
| Kw      | Mo      | Di      | Mi      | Do      | Fr      | Sa      | So      |
| ------- | ------- | ------- | ------- | ------- | ------- | ------- | ------- |
| 40      |         |         | 1       | 2       | 3       | 4       | 5       |
| 41      | 6       | 7       | 8       | 9       | 10      | 11      | 12      |
| 42      | 13      | 14      | 15      | 16      | 17      | 18      | 19      |
| 43      | 20      | 21      | 22      | 23      | 24      | 25      | 26      |
| 44      | 27      | 28      | 29      | 30      | 31      |         |         |

| November | November | November | November | November | November | November | November |
| Kw       | Mo       | Di       | Mi       | Do       | Fr       | Sa       | So       |
| -------- | -------- | -------- | -------- | -------- | -------- | -------- | -------- |
| 44       |          |          |          |          |          | 1        | 2        |
| 45       | 3        | 4        | 5        | 6        | 7        | 8        | 9        |
| 46       | 10       | 11       | 12       | 13       | 14       | 15       | 16       |
| 47       | 17       | 18       | 19       | 20       | 21       | 22       | 23       |
| 48       | 24       | 25       | 26       | 27       | 28       | 29       | 30       |

| Dezember | Dezember | Dezember | Dezember | Dezember | Dezember | Dezember | Dezember |
| Kw       | Mo       | Di       | Mi       | Do       | Fr       | Sa       | So       |
| -------- | -------- | -------- | -------- | -------- | -------- | -------- | -------- |
| 49       | 1        | 2        | 3        | 4        | 5        | 6        | 7        |
| 50       | 8        | 9        | 10       | 11       | 12       | 13       | 14       |
| 51       | 15       | 16       | 17       | 18       | 19       | 20       | 21       |
| 52       | 22       | 23       | 24       | 25       | 26       | 27       | 28       |
| 1        | 29       | 30       | 31       |          |          |          |          |

| Januar | Januar | Januar | Januar | Januar | Januar | Januar | Januar |
| Kw     | Mo     | Di     | Mi     | Do     | Fr     | Sa     | So     |
| ------ | ------ | ------ | ------ | ------ | ------ | ------ | ------ |
| 1      |        |        | 1      | 2      | 3      | 4      | 5      |
| 2      | 6      | 7      | 8      | 9      | 10     | 11     | 12     |
| 3      | 13     | 14     | 15     | 16     | 17     | 18     | 19     |
| 4      | 20     | 21     | 22     | 23     | 24     | 25     | 26     |
| 5      | 27     | 28     | 29     | 30     | 31     |        |        |

| Februar | Februar | Februar | Februar | Februar | Februar | Februar | Februar |
| Kw      | Mo      | Di      | Mi      | Do      | Fr      | Sa      | So      |
| ------- | ------- | ------- | ------- | ------- | ------- | ------- | ------- |
| 5       |         |         |         |         |         | 1       | 2       |
| 6       | 3       | 4       | 5       | 6       | 7       | 8       | 9       |
| 7       | 10      | 11      | 12      | 13      | 14      | 15      | 16      |
| 8       | 17      | 18      | 19      | 20      | 21      | 22      | 23      |
| 9       | 24      | 25      | 26      | 27      | 28      |         |         |

| März | März | März | März | März | März | März | März |
| Kw   | Mo   | Di   | Mi   | Do   | Fr   | Sa   | So   |
| ---- | ---- | ---- | ---- | ---- | ---- | ---- | ---- |
| 9    |      |      |      |      |      | 1    | 2    |
| 10   | 3    | 4    | 5    | 6    | 7    | 8    | 9    |
| 11   | 10   | 11   | 12   | 13   | 14   | 15   | 16   |
| 12   | 17   | 18   | 19   | 20   | 21   | 22   | 23   |
| 1    | 24   | 25   | 26   | 27   | 28   | 29   | 30   |
| 14   | 31   |      |      |      |      |      |      |

| April | April | April | April | April | April | April | April |
| Kw    | Mo    | Di    | Mi    | Do    | Fr    | Sa    | So    |
| ----- | ----- | ----- | ----- | ----- | ----- | ----- | ----- |
| 14    |       | 1     | 2     | 3     | 4     | 5     | 6     |
| 15    | 7     | 8     | 9     | 10    | 11    | 12    | 13    |
| 16    | 14    | 15    | 16    | 17    | 18    | 19    | 20    |
| 17    | 21    | 22    | 23    | 24    | 25    | 26    | 27    |
| 18    | 28    | 29    | 30    |       |       |       |       |

| Mai | Mai | Mai | Mai | Mai | Mai | Mai | Mai |
| Kw  | Mo  | Di  | Mi  | Do  | Fr  | Sa  | So  |
| --- | --- | --- | --- | --- | --- | --- | --- |
| 18  |     |     |     | 1   | 2   | 3   | 4   |
| 19  | 5   | 6   | 7   | 8   | 9   | 10  | 11  |
| 20  | 12  | 13  | 14  | 15  | 16  | 17  | 18  |
| 21  | 19  | 20  | 21  | 22  | 23  | 24  | 25  |
| 22  | 26  | 27  | 28  | 29  | 30  | 31  |     |

| Juni | Juni | Juni | Juni | Juni | Juni | Juni | Juni |
| Kw   | Mo   | Di   | Mi   | Do   | Fr   | Sa   | So   |
| ---- | ---- | ---- | ---- | ---- | ---- | ---- | ---- |
| 22   |      |      |      |      |      |      | 1    |
| 23   | 2    | 3    | 4    | 5    | 6    | 7    | 8    |
| 24   | 9    | 10   | 11   | 12   | 13   | 14   | 15   |
| 25   | 16   | 17   | 18   | 19   | 20   | 21   | 22   |
| 26   | 23   | 24   | 25   | 26   | 27   | 28   | 29   |
| 27   | 30   |      |      |      |      |      |      |

| Juli | Juli | Juli | Juli | Juli | Juli | Juli | Juli |
| Kw   | Mo   | Di   | Mi   | Do   | Fr   | Sa   | So   |
| ---- | ---- | ---- | ---- | ---- | ---- | ---- | ---- |
| 27   |      | 1    | 2    | 3    | 4    | 5    | 6    |
| 2    | 7    | 8    | 9    | 10   | 11   | 12   | 13   |
| 29   | 14   | 15   | 16   | 17   | 18   | 19   | 20   |
| 30   | 21   | 22   | 23   | 24   | 25   | 26   | 27   |
| 31   | 28   | 29   | 30   | 31   |      |      |      |

| August | August | August | August | August | August | August | August |
| Kw     | Mo     | Di     | Mi     | Do     | Fr     | Sa     | So     |
| ------ | ------ | ------ | ------ | ------ | ------ | ------ | ------ |
| 31     |        |        |        |        | 1      | 2      | 3      |
| 32     | 4      | 5      | 6      | 7      | 8      | 9      | 10     |
| 33     | 11     | 12     | 13     | 14     | 15     | 16     | 17     |
| 34     | 18     | 19     | 20     | 21     | 22     | 23     | 24     |
| 35     | 25     | 26     | 27     | 28     | 29     | 30     | 31     |

| September | September | September | September | September | September | September | September |
| Kw        | Mo        | Di        | Mi        | Do        | Fr        | Sa        | So        |
| --------- | --------- | --------- | --------- | --------- | --------- | --------- | --------- |
| 36        | 1         | 2         | 3         | 4         | 5         | 6         | 7         |
| 37        | 8         | 9         | 10        | 11        | 12        | 13        | 14        |
| 38        | 15        | 16        | 17        | 18        | 19        | 20        | 21        |
| 39        | 22        | 23        | 24        | 25        | 26        | 27        | 28        |
| 40        | 29        | 30        |           |           |           |           |           |

| Oktober | Oktober | Oktober | Oktober | Oktober | Oktober | Oktober | Oktober |
| Kw      | Mo      | Di      | Mi      | Do      | Fr      | Sa      | So      |
| ------- | ------- | ------- | ------- | ------- | ------- | ------- | ------- |
| 40      |         |         | 1       | 2       | 3       | 4       | 5       |
| 41      | 6       | 7       | 8       | 9       | 10      | 11      | 12      |
| 42      | 13      | 14      | 15      | 16      | 17      | 18      | 19      |
| 43      | 20      | 21      | 22      | 23      | 24      | 25      | 26      |
| 44      | 27      | 28      | 29      | 30      | 31      |         |         |

| November | November | November | November | November | November | November | November |
| Kw       | Mo       | Di       | Mi       | Do       | Fr       | Sa       | So       |
| -------- | -------- | -------- | -------- | -------- | -------- | -------- | -------- |
| 44       |          |          |          |          |          | 1        | 2        |
| 45       | 3        | 4        | 5        | 6        | 7        | 8        | 9        |
| 46       | 10       | 11       | 12       | 13       | 14       | 15       | 16       |
| 47       | 17       | 18       | 19       | 20       | 21       | 22       | 23       |
| 48       | 24       | 25       | 26       | 27       | 28       | 29       | 30       |

| Dezember | Dezember | Dezember | Dezember | Dezember | Dezember | Dezember | Dezember |
| Kw       | Mo       | Di       | Mi       | Do       | Fr       | Sa       | So       |
| -------- | -------- | -------- | -------- | -------- | -------- | -------- | -------- |
| 49       | 1        | 2        | 3        | 4        | 5        | 6        | 7        |
| 50       | 8        | 9        | 10       | 11       | 12       | 13       | 14       |
| 51       | 15       | 16       | 17       | 18       | 19       | 20       | 21       |
| 52       | 22       | 23       | 24       | 25       | 26       | 27       | 28       |
| 1        | 29       | 30       | 31       |          |          |          |          |

## Ereignisse

### Politik und Weltgeschehen

#### Deutscher Zollverein
- 1. Januar: 18 deutsche Fürstentümer treten, unter Ausschluss Österreichs, dem Deutschen Zollverein bei. Oberstes Ziel dieser Vereinigung ist die Vereinfachung des Handels zwischen den deutschen Staaten. Es kommt zu einer wirtschaftlichen Verbesserung aller beteiligter Staaten.

#### Hessen
- März: Georg Büchner verfasst einen Entwurf für ein Pamphlet über soziale Missstände in Hessen.
- Mai: Friedrich Ludwig Weidig überarbeitet Büchners Entwurf und gibt der Schrift den Namen Der Hessische Landbote.
- 31. Juli: Georg Büchners revolutionäre und sofort von der Obrigkeit verfolgte Streitschrift Der Hessische Landbote, die soziale Missstände im Vormärz anprangert, wird heimlich im Großherzogtum Hessen verteilt.
- Georg Büchner gründet die geheime „Gesellschaft der Menschenrechte“.

#### Schweiz
- 27. Januar: Vertreter der liberalen Schweizer Kantone Luzern, Bern, Zug, Solothurn, Basel-Landschaft, St. Gallen, Aargau und Thurgau beschließen in Baden die Badener Artikel. Die Bestimmungen lösen den heftigen Protest der katholischen Kirche aus und sind ein Keim für den Sonderbundskrieg im Jahr 1847.

#### Frankreich
- 9. April: In Lyon rebellieren Seidenweber und fordern republikanische Verhältnisse.
- 15. April: Der zweite Aufstand der Seidenweber in Lyon wird von Armeeeinheiten blutig niedergeschlagen. Bei der mehrtägigen Rebellion verlieren über 600 Leute ihr Leben.

#### Portugal
- 22. April: Im Vertrag der Quadrupelallianz verpflichten sich neben dem portugiesischen Regenten Pedro auch die Könige Wilhelm IV. von Großbritannien und Louis-Philippe I. von Frankreich sowie die spanische Regentin Maria Christina zur Vertreibung von Pedros Bruder Michael sowie des spanischen Infanten Karl.
- 16. Mai: Der Quadrupelallianz gelingt der entscheidende Sieg gegen die Miguelisten in der Schlacht von Asseiceira.

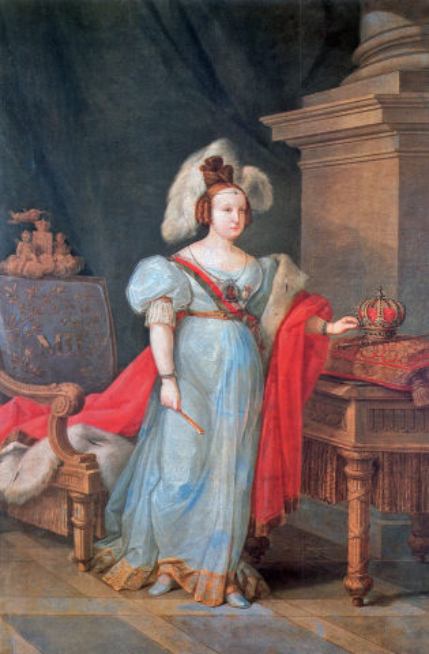
Maria II. 1834

- 26. Mai: Der portugiesische Usurpator Michael I. verzichtet im Vertrag von Evoramonte zugunsten seiner ehemaligen Verlobten und Nichte Maria II. auf den Thron. Damit endet der Miguelistenkrieg mit einem Sieg der Cartisten. Ihr Vater Pedro, ehemals Kaiser von Brasilien, übernimmt die Regentschaft für die 15-jährige Königin. Am 28. August erhält er von den Cortes den Auftrag, einen geeigneten Ehegatten für seine Tochter zu finden. Artikel 19 der Charta, wonach Maria keinen ausländischen Prinzen ehelichen dürfe, wird dafür eigens außer Kraft gesetzt, da es keinen geeigneten portugiesischen Kandidaten zu geben scheint.

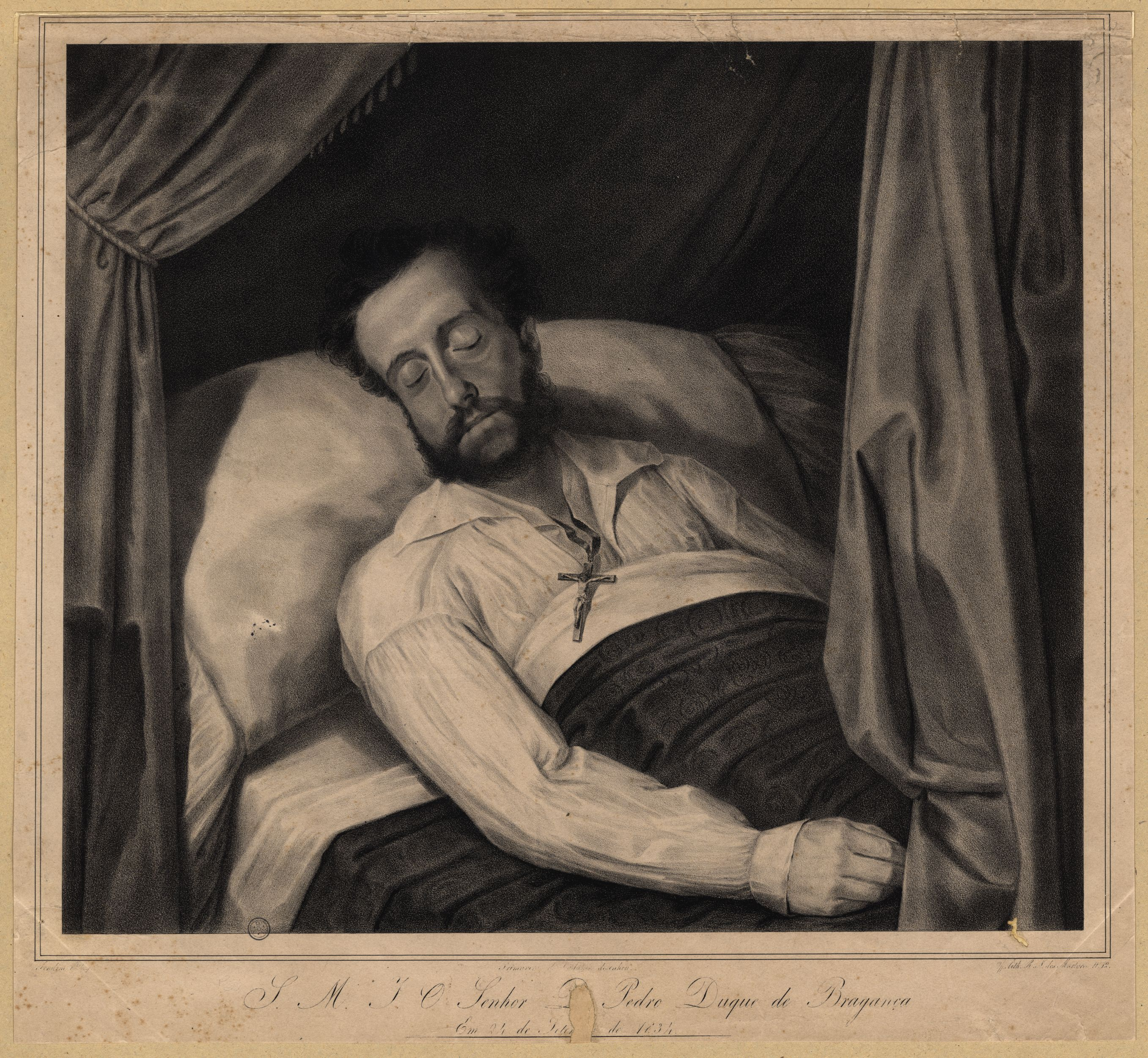
Pedro in seinem Totenbett

- 24. September: Der portugiesische Regent Pedro stirbt in Queluz an Tuberkulose. Kurz vor seinem Tod lässt er seine Tochter für volljährig erklären und setzt Pedro de Sousa Holstein als Regierungschef ein.
- Gemäß dem Wunsch ihres Vaters geht Maria II. eine Ehe mit Herzog Auguste de Beauharnais von Leuchtenberg ein, den sie am 1. Dezember per procurationem in Lissabon heiratet. Die Zeremonie per procurationem für ihren Ehemann hat bereits am 5. November im München stattgefunden.

#### Vereinigte Staaten von Amerika

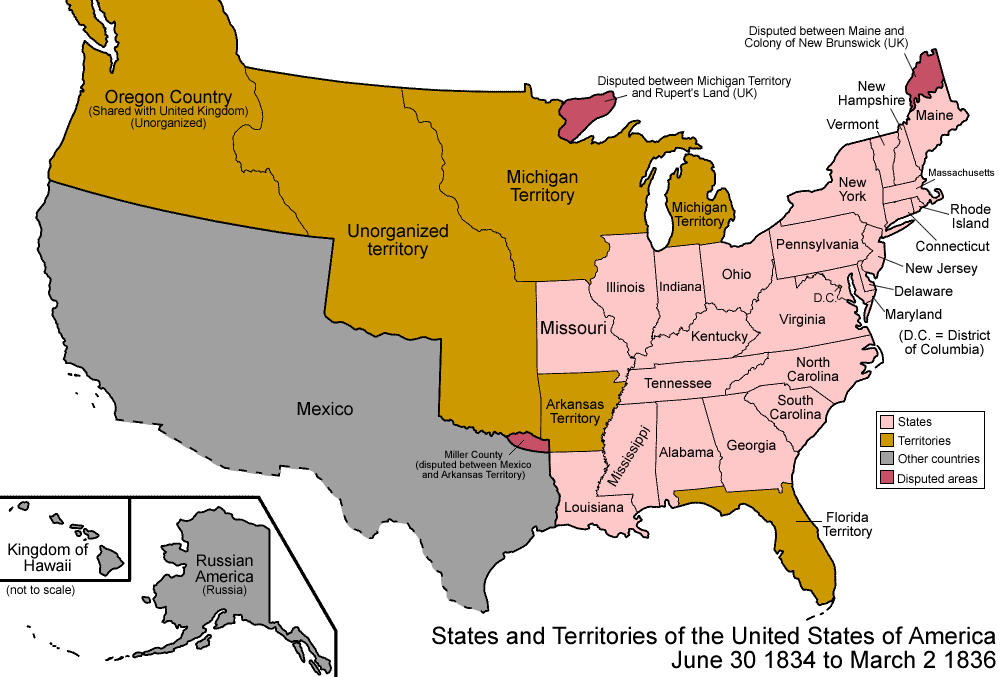
Vereinigte Staaten 1834

- April: Der 1832 mit den Seminolen geschlossene Vertrag von Payne’s Landing wird vom US-Kongress ratifiziert.
- 24. Mai: Die Vereinigten Staaten schließen den Vertrag von Washington mit den Chickasaw. Zweck des Vertrags ist eine Erweiterung des vorangegangenen Vertrages von Pontotoc aus dem Jahre 1832, in dem die Abtretung der Stammesgebiete der Chickasaw an die Vereinigten Staaten festgelegt wurde.
- 7. Juli: In New York City beginnen Unruhen gegen die Sklavenbefreiung. Die Ausschreitungen, an denen bis zu 4000 Menschen teilnehmen, werden durch Handzettel beflügelt, auf denen unter anderem Namen und Adressen von Abolitionisten veröffentlicht werden. Am 11. Juli ruft der Bürgermeister von New York, Cornelius Van Wyck Lawrence, die Armee zu Hilfe, die durch Freiwillige verstärkt wird. Nach diesem Hilfseinsatz zur Unterstützung der Polizei wird die Stadt wieder ruhig.

#### Kanada

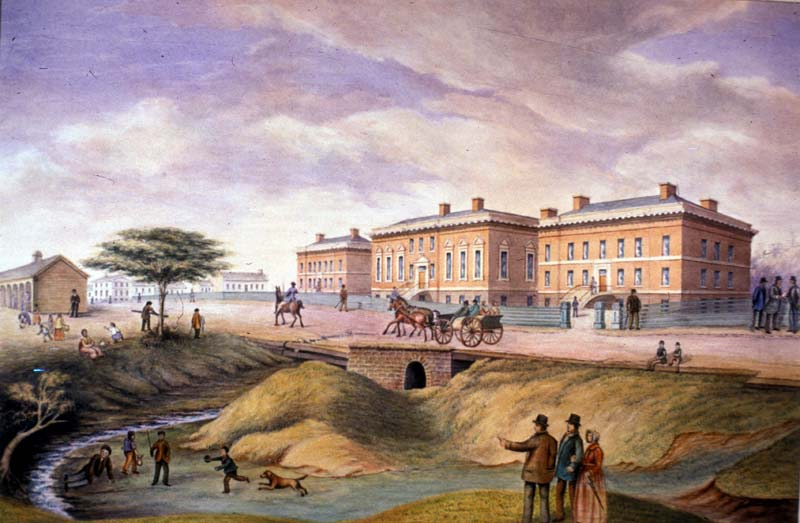
Parlamentsgebäude in York/Toronto 1834

- 6. März: Das bisherige York, Hauptstadt der britischen Provinz Oberkanada an der Nordküste des Ontariosees, wird in Toronto umbenannt. Am 27. März wird William Lyon Mackenzie Erster Bürgermeister der Stadt.

#### Australien
- 28. Oktober: Beim Massaker von Pinjarra töten Polizeitruppen der britischen Kolonialisten in Australien bis zu 30 Aborigines, darunter auch Kinder.

### Wirtschaft
- 19. Februar: König Ludwig I. von Bayern erteilt der im Vorjahr gegründeten Ludwigs-Eisenbahn-Gesellschaft in Nürnberg ein Privileg für den Bau einer Eisenbahnstrecke.
- 26. Februar: Johann Sebastian Staedtler beginnt mit der Vermarktung des von ihm entwickelten Buntstiftes auf Ölkreide-Basis.
- 14. Juni: Isaac Fischer, Jr. erhält ein US-Patent auf einen Herstellungsprozess für Schleifpapier.
- 21. Juni: Cyrus McCormick erhält das US-Patent auf den von ihm erfundenen Balkenmäher zur Getreideernte. Sein Virginia Reaper wird von Pferden gezogen.
- 2. August: In Eschweiler wird der Notarvertrag über die Gründung der Aktiengesellschaft Eschweiler Bergwerks-Verein geschlossen. Die Aktiengesellschaft wird über Jahrzehnte hinweg führendes Bergbauunternehmen im Aachener Revier.
- 26. Oktober: Die Sparkasse der Stadt Landsberg wird gegründet, beginnt den Geschäftsbetrieb jedoch erst am 1. April 1835.
- 20. Dezember: „Gemeinheits Teilungs Ordnung“ vom 20. Dezember 1834 privatisiert im Gemeinbesitz befindliche Äcker und Wiesen und regelt gleichzeitig die Ablösung von auf Grundstücken lastenden Diensten und Abgaben. Dies führte zur Aufhebung der Hudelast und Ackerzusammenlegung.
- In Dornbirn wird die Mohrenbrauerei gegründet, somit ist sie die älteste Brauerei in Vorarlberg.
- Das Unternehmen Gebrüder Sulzer, Giesserei in Winterthur wird durch Johann Jacob Sulzer gegründet.

### Wissenschaft und Technik

#### Die Reise der HMS Beagle

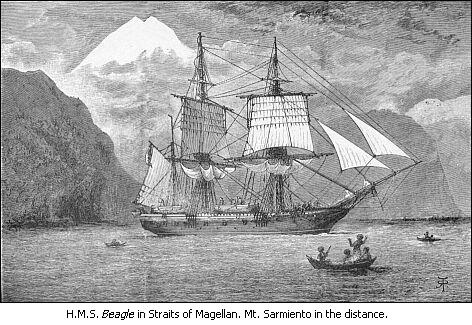
Die HMS Beagle in der Magellanstraße

- Nach der Vermessung der Magellanstraße nimmt die Beagle Kurs auf den Pazifischen Ozean. Über Chiloé, Valdivia und Concepción segelt sie nach Valparaíso, wo sie am 23. Juli eintrifft.
- 14. August bis 27. September: Charles Darwin unternimmt seine erste Anden-Expedition, die ihn bis nach Santiago führt.
- Während die HMS Beagle den Chonos-Archipel kartographiert, erkundet Darwin die geologische Beschaffenheit der Insel Chiloé.

#### Archäologie
- Die Erforschung der Hethiter beginnt mit der Entdeckung der Stadt Ḫattuša und des dazugehörigen Felsheiligtums Yazılıkaya durch den französischen Architekten Charles Texier beim türkischen Dorf Boğazköy (heute Boğazkale).

#### Astronomie
- John Herschel kommt in Kapstadt an, richtet dort sein Teleskop ein und entdeckt zahlreiche Nebel.
- Friedrich Wilhelm Bessel beobachtet Unregelmäßigkeiten in der Eigenbewegung von Sirius und vermutet, dass diese auf einen Begleiter zurückzuführen sind (der schließlich 1862 durch Alvan Clark am von Bessel vorhergesagten Ort gefunden wurde).

#### Chemie
- Das Zimtaldehyd, der Hauptaromastoff der Zimtrinde, wurde von Jean-Baptiste Dumas und Eugène-Melchior Péligot aus Zimtöl isoliert.

#### Physik
- Die Clapeyron-Gleichung wird von Émile Clapeyron entwickelt.
- Charles Wheatstone gelingt erstmals die Ermittlung der Fortpflanzungsgeschwindigkeit von elektrischem Strom in metallischen Leitern.

#### Lehre und Forschung
- 3. Februar: Die private Wake Forest University wird in Winston-Salem im US-Bundesstaat North Carolina gegründet.

### Kultur

#### Bildende Kunst
- Das Gemälde Der letzte Tag von Pompeji des russischen Malers Karl Pawlowitsch Brjullow wird nach seinen Erfolgen in Rom und Mailand im Salon de Paris gezeigt. Das Gemälde gewinnt zwar eine Goldmedaille, doch die französische Kritik reagiert verhalten. Für einige Kritiker ist das Historiengemälde im Vergleich zu dem ebenfalls gezeigten Die Frauen von Algier von Eugène Delacroix „veraltet“. Trotzdem ist es das erste russische Kunstwerk, das außerhalb Russlands größeres Interesse weckt und es macht Brjullow auch international bekannt. Im August kommt das Gemälde nach Russland und sorgt dort für ähnliche Begeisterung wie in Italien.

#### Musik und Theater
- 13. Januar: Die Erstfassung der Oper Das Nachtlager in Granada von Conradin Kreutzer mit gesprochenen Dialogen wird am Theater in der Josefstadt in Wien uraufgeführt. Das Libretto stammt von Karl Johann Braun von Braunthal nach dem Schauspiel von Johann Friedrich Kind.
- 17. Jänner: Der Zauberer Sulphurelectrimagneticophosphoratus, eine Zauberposse von Johann Nestroy, hat ihre Uraufführung am Theater an der Wien bei Wien und wird von Publikum und Kritik vehement abgelehnt.
- 24. Juni bis 1. Juli: In London findet in der Westminster Abbey das Royal Musical Festival anlässlich des vermeintlichen 100. Geburtstags G. F. Händels statt.
- 28. September: Uraufführung der Oper Die Bürgschaft von Peter Joseph von Lindpaintner in Stuttgart
- 29. Oktober bis 5. November: In London findet aus Protest wegen des Ausschlusses vieler Amateurmusiker beim Royal Musical Festival das Amateur Musical Festival in der Exeter Hall statt und leitet somit die große Amateurbewegung unter den Musikern ein.
- 10. November: In der ehemaligen Kirche des Barfüsserklosters wird mit dem 800 Plätze umfassenden Aktientheater das erste Theater Zürichs eröffnet.

### Religion

Onckens Versandbuchhandlung und erster Gottesdienstort der Hamburger Gemeinde

- 22. April: Barnas Sears tauft zu mitternächtlicher Stunde in Hamburg sieben Personen eines Bibelkreises, unter ihnen auch Johann Gerhard Oncken. Das führt am nächsten Tag zur Gründung der ersten deutschen Baptistengemeinde unter dem Vorsitz von Sears. Sie entwickelt sich in der Folgezeit zur Keimzelle vieler kontinentaleuropäischen Baptistenkirchen. Einen gewissen Schutz erfährt die junge Gemeinde durch den damaligen Hamburger Polizeiherrn Martin Hieronymus Hudtwalcker, der selbst zu einem Kreis Erweckter gehört.

### Katastrophen

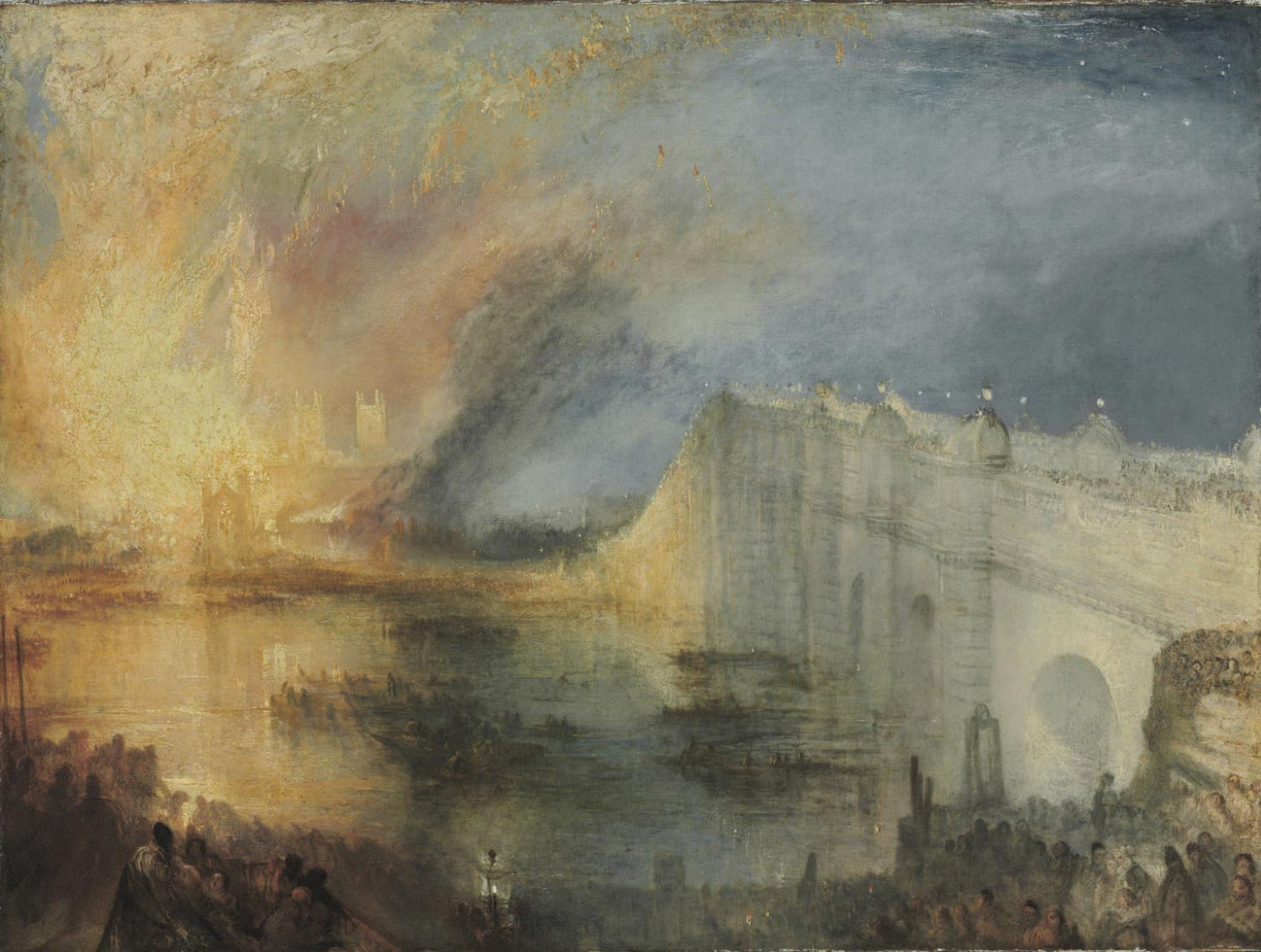
William Turner beobachtete den Brand des Palastes und fertigte gleich mehrere Gemälde zu diesem Thema an

- 16. Oktober: Der Westminsterpalast in London fällt einem Großbrand zum Opfer.
- 8. November: Der Stadtbrand von Reichenhall zerstört 278 von 302 Häusern der Stadt, es sterben mindestens elf Menschen, über 2500 sind obdachlos.

## Geboren

### Januar/Februar
- 01. Januar: Ludovic Halévy, französischer Bühnenautor († 1908)
- 02. Januar: Friedrich Louis Dobermann, Justizangestellter im thüringischen Apolda († 1894)
- 02. Januar: Wassili Grigorjewitsch Perow, russischer Maler († 1882)
- 05. Januar: William Anderson, britischer Ingenieur, Unternehmer und Philanthrop († 1898)
- 07. Januar: Theodor Heidegger, deutscher Architekt und Kommunalpolitiker († 1914)
- 07. Januar: Philipp Reis, deutscher Erfinder des Telefons († 1874)
- 09. Januar: Wilkinson Call, US-amerikanischer Politiker († 1910)
- 10. Januar: John Emerich Edward Dalberg-Acton, englischer Historiker und Journalist († 1902)
- 16. Januar: Otto Glagau, deutscher Journalist und Schriftsteller († 1892)
- 17. Januar: Franz Josef Bucher, Schweizer Hotelier, Eisenbahnpionier und Unternehmer († 1906)

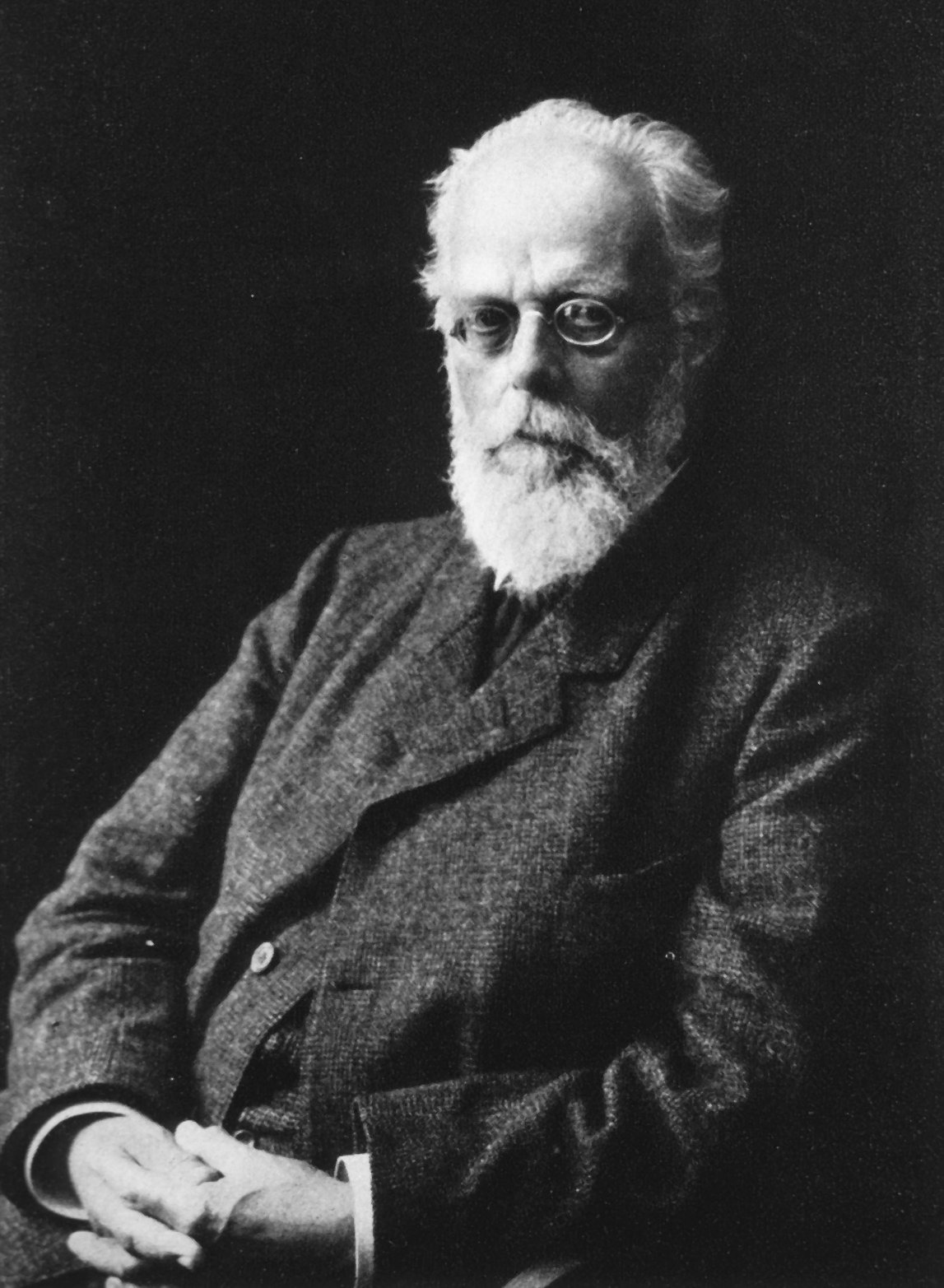
August Weismann

- 17. Januar: August Weismann, deutscher Biologe und Evolutionstheoretiker († 1914)
- 20. Januar: Petrus Jacobus Joubert, Generalkommandant der südafrikanischen Republik († 1900)
- 20. Januar: Théodore Salomé, französischer Organist und Komponist († 1896)
- 25. Januar: Otto Scholderer, deutscher Maler († 1902)
- 31. Januar: Moritz Schneller, deutscher Augenarzt († 1896)
- 31. Januar: Sergei Michailowitsch Tretjakow, russischer Unternehmer, Kunstmäzen und Kunstsammler († 1892)
- 02. Februar: Henrik Jørgen Huitfeldt-Kaas, norwegischer Archivar, Heraldiker und Genealoge († 1905)
- 06. Februar: Ilma de Murska, kroatische Opernsängerin (Sopran) († 1889)
- 06. Februar: Wilhelm von Scherff, deutscher General und Militärschriftsteller († 1911)
- 07. Februar: Estanislao del Campo, argentinischer Dichter und Journalist († 1880)

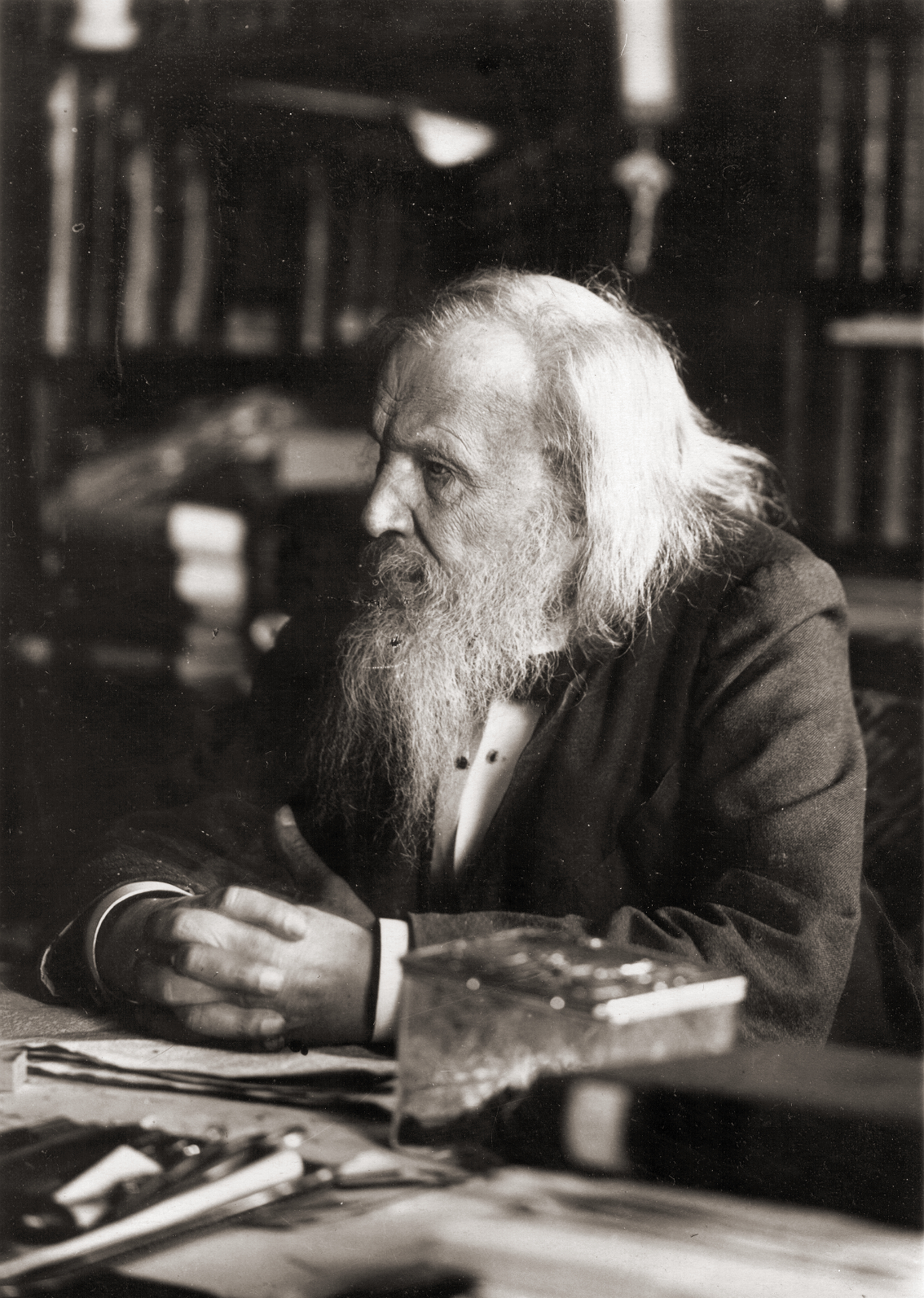
Dmitri Iwanowitsch Mendelejew, 1897

- 08. Februar: Dmitri Iwanowitsch Mendelejew, russischer Chemiker († 1907)
- 09. Februar: Felix Dahn, deutscher Jurist, Schriftsteller, Historiker († 1912)
- 09. Februar: Gustav Ritter von Meyer, deutscher Justizrat und Ehrenbürger von Bayreuth († 1909)
- 09. Februar: Kamehameha IV., hawaiischer König († 1863)
- 13. Februar: Heinrich Caro, deutscher Chemiker († 1910)
- 16. Februar: Ernst Haeckel, deutscher Zoologe und Philosoph († 1919)
- 16. Februar: Wilhelm König, Schweizer Beamter, Autor und Journalist in Berndeutsch († 1891)

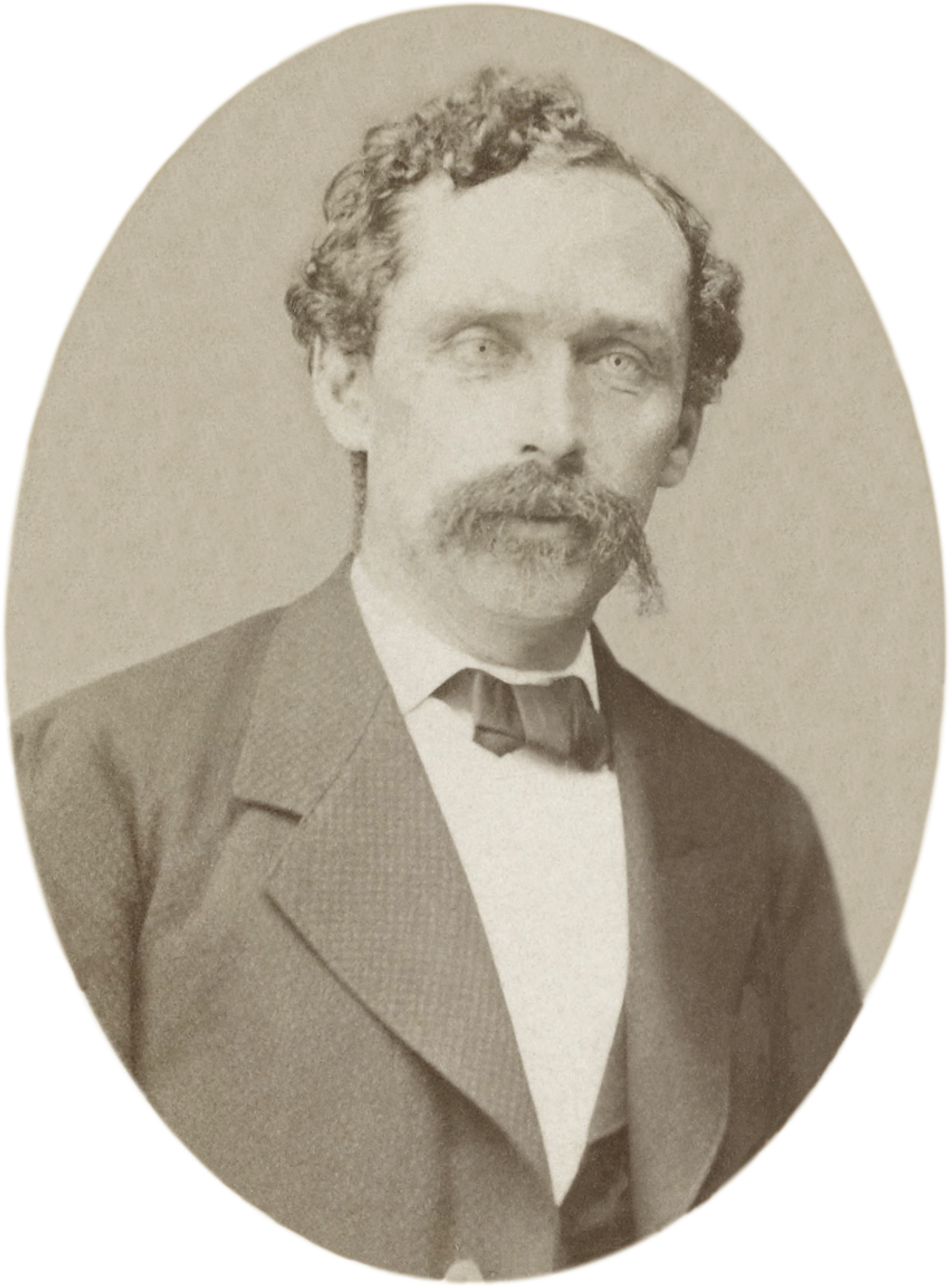
Gustav Nachtigal

- 23. Februar: Gustav Nachtigal, deutscher Afrikaforscher († 1885)
- 27. Februar: Herman Riegel, Kunsthistoriker, Museumsdirektor und Gründer des Allgemeinen deutschen Sprachvereins († 1900)
- 28. Februar: Charles Santley, englischer Opern- und Oratoriensänger († 1922)

### März/April
- 01. März: Charlotte Wolter, deutsche Schauspielerin († 1897)
- 04. März: James W. McDill, US-amerikanischer Politiker († 1894)
- 07. März: Matthias Büssem, deutscher Geistlicher († 1914)
- 11. März: George A. Ramsdell, US-amerikanischer Politiker († 1900)
- 12. März: Hilary A. Herbert, US-amerikanischer Politiker († 1919)
- 14. März: Jules-Joseph Lefebvre, französischer Maler († 1912)
- 16. März: Otto Kitzler, deutscher Dirigent und Cellist († 1915)

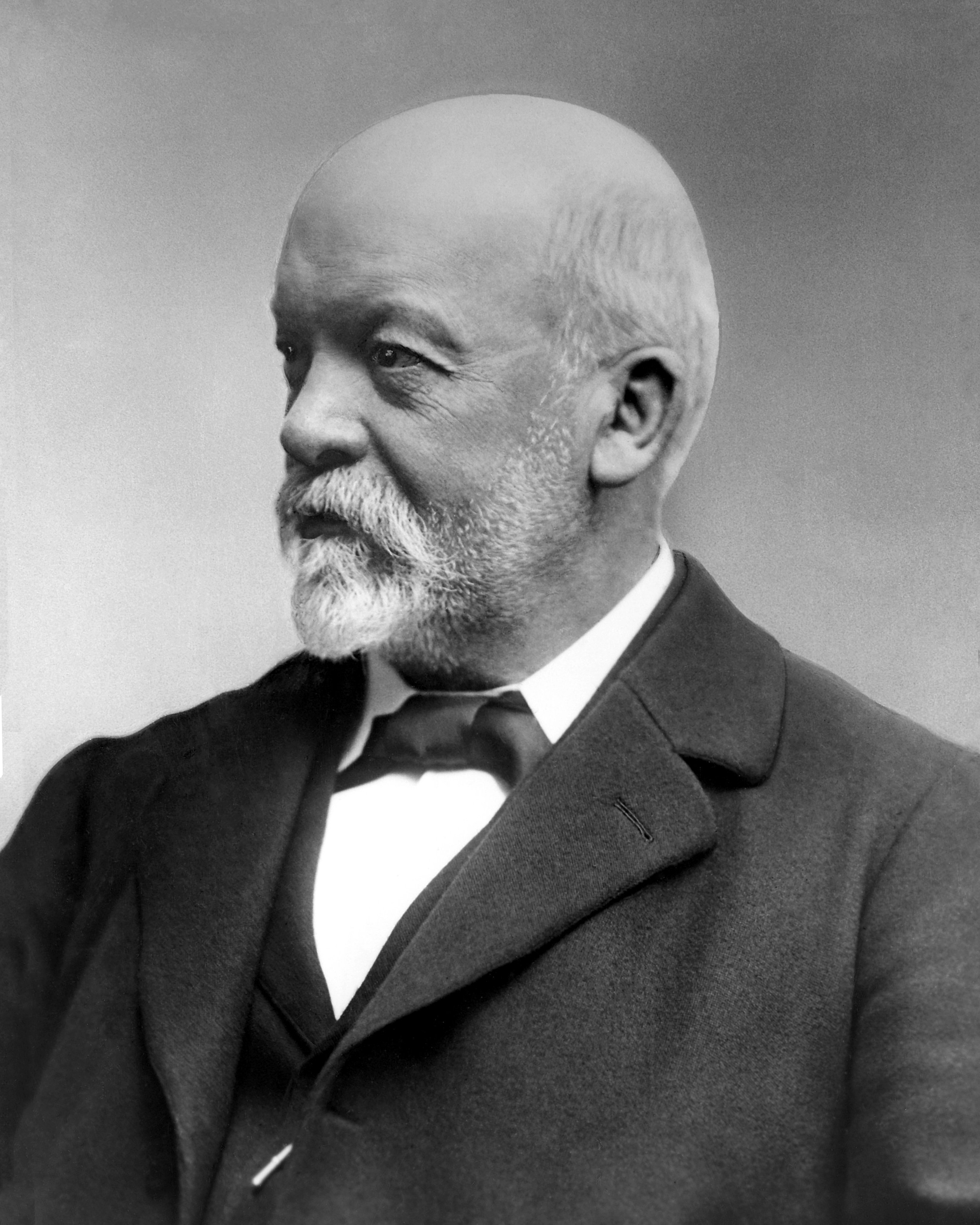
Gottlieb Daimler

- 17. März: Hermann Theodor Waldemar Atzpodien, deutscher Politiker († 1910)
- 17. März: Gottlieb Daimler, deutscher Ingenieur, Konstrukteur und Industrieller († 1900)
- 19. März: Francesco Acri, italienischer Philosoph und Philosophiehistoriker († 1913)
- 19. März: Oswald Berkhan, deutscher Mediziner († 1917)
- 20. März: Charles William Eliot, US-amerikanischer Chemiker († 1926)
- 23. März: Julius Reubke, deutscher Komponist († 1858)
- 24. März: William Morris, britischer Schriftsteller († 1896)
- 24. März: John Wesley Powell, US-amerikanischer Forscher († 1902)
- 26. März: Hermann Wilhelm Vogel, deutscher Fotochemiker († 1898)
- 28. März: Rufus Bullock, US-amerikanischer Politiker († 1907)
- 30. März: Rudolph Ehlers, deutscher evangelischer Theologe und Pfarrer († 1908)
- 30. März: Liborius Hausner Edler von Hauswehr, K.u.k. Feldmarschall-Leutnant († 1925)
- 01. April: James Fisk, US-amerikanischer Unternehmer und Spekulant († 1872)
- 01. April: Isidore Legouix, französischer Komponist († 1916)
- 01. April: Josef Marastani, österreichischer Maler, Radierer und Lithograph († 1895)
- 03. April: Emil Rittershaus, deutscher Kaufmann und Dichter, Verfasser des Westfalenliedes († 1897)
- 04. April: Helene in Bayern, Tochter von Herzog Max Joseph in Bayern († 1890)
- 04. April: Joseph Joachim, Schweizer Schriftsteller († 1904)
- 09. April: Samuel Zeller, Schweizer Lehrer, Seelsorger und Anstaltsleiter († 1912)
- 14. April: Guglielmo Sanfelice D’Acquavella, italienischer Kardinal († 1897)
- 15. April: Herrmann Bachstein, deutscher Eisenbahnpionier († 1908)
- 15. April: Thomas François Burgers, Präsident der Südafrikanischen Republik († 1881)
- 15. April: Eugen Lucius, deutscher Chemiker, Industrieller und Mäzen († 1903)
- 19. April: Edmond de Polignac, französischer Komponist († 1901)
- 23. April: Jan Pieter Nicolaas Land, niederländischer Orientalist und Philosoph († 1897)
- 28. April: Louis Ruchonnet, Schweizer Politiker († 1893)
- 30. April: John Lubbock, britischer Anthropologe († 1913)

### Mai/Juni
- 02. Mai: Wilhelm Mauser, deutscher Waffenkonstrukteur, Fabrikant († 1882)
- 02. Mai: Wilbur F. Sanders, US-amerikanischer Politiker († 1905)
- 05. Mai: Viktor Alexandrowitsch Hartmann, russischer Architekt, Bildhauer und Maler († 1873)
- 06. Mai: Anton August Graf von Attems-Gilleis, österreichischer K.u.K. Kämmerer († 1891)
- 06. Mai: David H. Goodell, US-amerikanischer Politiker († 1915)
- 07. Mai: John Herbert Turner, kanadischer Politiker († 1923)
- 09. Mai: Justus Hermann Lipsius, deutscher Altphilologe († 1920)
- 12. Mai: Conrad Cramer-Frey, Schweizer Unternehmer und Politiker († 1900)
- 13. Mai: Pierre Legrand, französischer Politiker († 1895)
- 14. Mai: Luise Ahlborn, deutsche Schriftstellerin († 1921)
- 16. Mai: Maria Theresia de Soubiran, Ordensgründerin und Selige der römisch-katholischen Kirche († 1889)
- 17. Mai: Leopold Arnsperger, deutscher Mediziner und Politiker († 1906)
- 20. Mai: Albert Niemann, deutscher Chemiker († 1861)
- 21. Mai: Adolf Petschek, österreichisch-ungarischer Börsenmakler und Bankier († 1905)
- 23. Mai: Carl Bloch, dänischer Maler († 1890)
- 24. Mai: Albert von Waldthausen, deutscher Bankier († 1924)
- 25. Mai: Jakob Müller, deutscher Orgelbauer († 1899)
- 29. Mai: Emil Lommer, deutscher Generalarzt († 1896)
- 02. Juni: Teresa Stolz, tschechische Opernsängerin, Verdi-Interpretin († 1902)
- 04. Juni: Paul Friedrich August Ascherson, deutscher Botaniker, Historiker, Ethnograph und Sprachforscher († 1913)

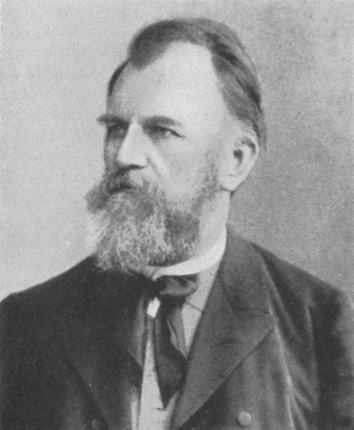
Jacob Volhard

- 04. Juni: Jacob Volhard, deutscher Chemiker († 1910)
- 06. Juni: Johannes Eschmann, Schweizer Landwirt und Politiker († 1896)
- 06. Juni: Richard Stein, deutscher Bergbeamter († 1917)
- 08. Juni: Ebenezer J. Ormsbee, US-amerikanischer Politiker († 1924)
- 10. Juni: Hermann Herlitz, deutscher Pastor und Synodalpräsident in Melbourne († 1920)
- 13. Juni: Albert Becker, deutscher Komponist († 1899)
- 17. Juni: Georg von Schleinitz, deutscher Marineoffizier († 1910)
- 19. Juni: Charles Haddon Spurgeon, englischer Baptistenpastor und Prediger († 1892)
- 26. Juni: John Alexander Anderson, US-amerikanischer Politiker († 1892)

### Juli/August
- 02. Juli: Hendrik Peter Godfried Quack, niederländischer Historiker und Ökonom († 1917)
- 07. Juli: Emil Hübner, deutscher Altphilologe und Epigraphiker († 1901)
- 09. Juli: Jan Neruda, tschechischer Journalist, Dichter und Schriftsteller († 1891)
- 11. Juli: James McNeill Whistler, US-amerikanischer Maler († 1903)
- 13. Juli: Konrad Beyer, deutscher Dichter und Literaturhistoriker († 1906)

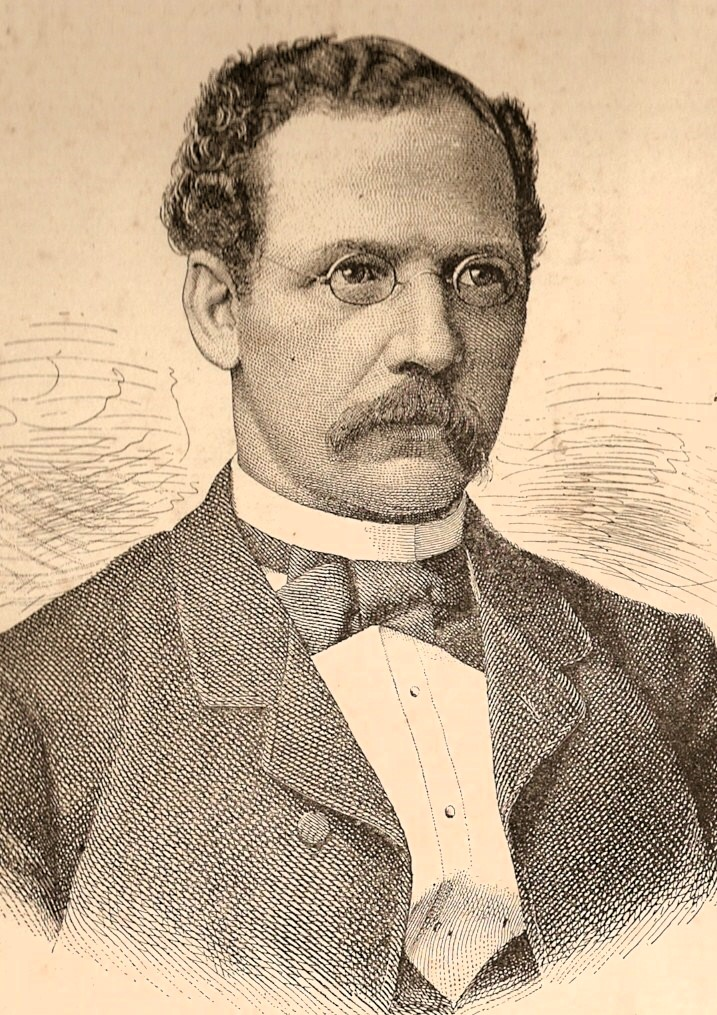
Adolf Lüderitz, um 1885

- 16. Juli: Franz Adolf Eduard Lüderitz, deutscher Großkaufmann, Begründer der Kolonie Deutsch-Südwestafrika († 1886)

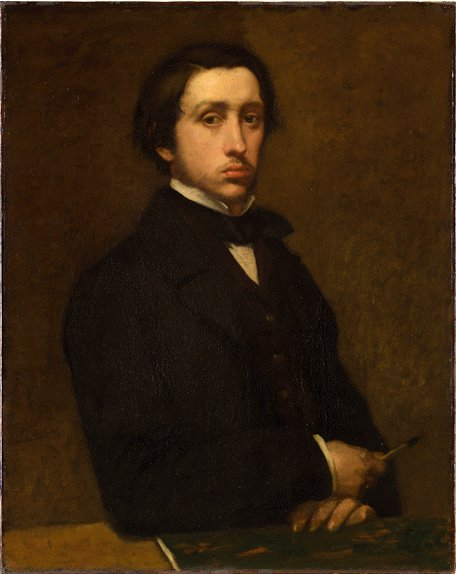
Edgar Degas, um 1855

- 19. Juli: Edgar Degas, französischer Maler und Bildhauer († 1917)
- 23. Juli: Johann Jakob Abegg, Schweizer Politiker und Unternehmer († 1912)
- 23. Juli: Hermann Baumann, württembergischer Maler und Lithograf († 1908)
- 23. Juli: James Gibbons, Erzbischof des Erzbistums Baltimore und Kardinal († 1921)
- 24. Juli: Friedhold Fleischhauer, deutscher Violinist und Konzertmeister († 1896)
- 27. Juli: Miguel Grau Seminario, peruanischer Admiral († 1879)

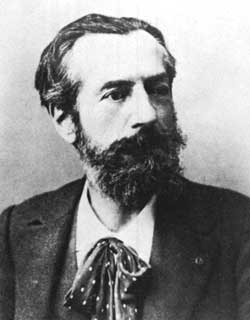
F.A. Bartholdi, Bildhauer und Erschaffer der Freiheitsstatue, 1898

- 02. August: Frédéric-Auguste Bartholdi, französischer Bildhauer († 1904)
- 04. August: Ottilie Genée, deutsche Schauspielerin und Sängerin († 1911)
- 04. August: Gaspar Núñez de Arce, spanischer Dichter, Journalist und Politiker († 1903)
- 04. August: John Venn, englischer Mathematiker († 1923)
- 05. August: Alexander Brückner, deutscher Geschichtsschreiber († 1896)
- 05. August: Ewald Hering, deutscher Physiologe und Hirnforscher († 1918)
- 09. August: Elias Álvares Lôbo, brasilianischer Komponist († 1901)
- 09. August: Manuel Pardo, Staatspräsident von Peru († 1878)
- 14. August: Friedrich Goltz, deutscher Physiologe († 1902)
- 17. August: Peter Benoit, belgischer Komponist und Professor († 1901)
- 22. August: Samuel Pierpont Langley, US-amerikanischer Astrophysiker und Flugpionier († 1906)
- 23. August: Willem Jan Holsboer, Begründer der Rhätischen Bahn (RhB) († 1898)
- 27. August: James B. Eustis, US-amerikanischer Politiker († 1899)
- 27. August: Roden Noel, britischer Dichter und Essayist († 1894)
- 29. August: Amalie Marby, deutsche Schriftstellerin († 1915)
- 31. August: Amilcare Ponchielli, italienischer Komponist und Dirigent († 1886)

### September/Oktober
- 02. September: Josef Zemp, Schweizer Politiker († 1908)
- 05. September: Robinson Ellis, englischer klassischer Philologe († 1913)
- 06. September: Frank Hiscock, US-amerikanischer Politiker († 1914)
- 15. September: Heinrich von Treitschke, deutscher Historiker, politischer Publizist und MdR († 1896)
- 16. September: Asa S. Bushnell, US-amerikanischer Politiker († 1904)
- 16. September: Julius Wolff, deutscher Dichter und Schriftsteller († 1910)
- 18. September: Karl von Doll, deutscher Staatsbeamter, Dichter und Sagensammler († 1910)
- 23. September: Alexei Suworin, russischer Verleger und Publizist († 1912)
- 25. September: Louis Douzette, deutscher Maler († 1924)
- 28. September: Charles Lamoureux, französischer Dirigent († 1899)
- 30. September: Andreas Heusler, Schweizer Jurist, Rechtshistoriker und Politiker († 1921)
- 30. September: Carl Schorlemmer, deutscher Chemiker († 1892)
- 01. Oktober: Augustus O. Bourn, US-amerikanischer Politiker († 1925)
- 02. Oktober: Jürgen Friedrich Ahrens, deutscher Lehrer und Heimatdichter († 1914)
- 02. Oktober: Ludolf von Bismarck, deutscher Politiker und Landeshauptmann des Kreises Stendal († 1924)
- 02. Oktober: Anna Versing-Hauptmann, deutsche Bühnenschauspielerin und Schriftstellerin († 1896)
- 03. Oktober: Vilém Blodek, tschechischer Komponist († 1874)
- 05. Oktober: Benjamin Dufernex, Schweizer Jurist und Politiker († 1885)
- 08. Oktober: Luise Limbach, deutsche Opernsängerin († 1909)
- 09. Oktober: Rufus Blodgett, US-amerikanischer Politiker († 1910)
- 10. Oktober: Aleksis Kivi, finnischer Nationalschriftsteller († 1872)
- 12. Oktober: Amalia del Pilar von Spanien, Infantin von Spanien († 1905)
- 12. Oktober: Lotte Mende, deutsche Schauspielerin († 1891)
- 15. Oktober: Oskar Emil Meyer, deutscher Physiker († 1909)
- 18. Oktober: Hermann Cremer, deutscher protestantischer Theologe († 1903)
- 22. Oktober: Ferdinand Bonaventura Fürst Kinsky, böhmischer Adliger († 1904)
- 23. Oktober: Hermann Usener, deutscher Altphilologe und Religionswissenschaftler († 1905)
- 25. Oktober: Gustav Adolf Schön, deutscher Unternehmer, Spekulant († 1889)

### November/Dezember
- Julius Preller, Landschaftsmaler und Fabrikant (Porträtzeichnung, 1899)04. November: Allen D. Candler, amerikanischer Politiker († 1910)

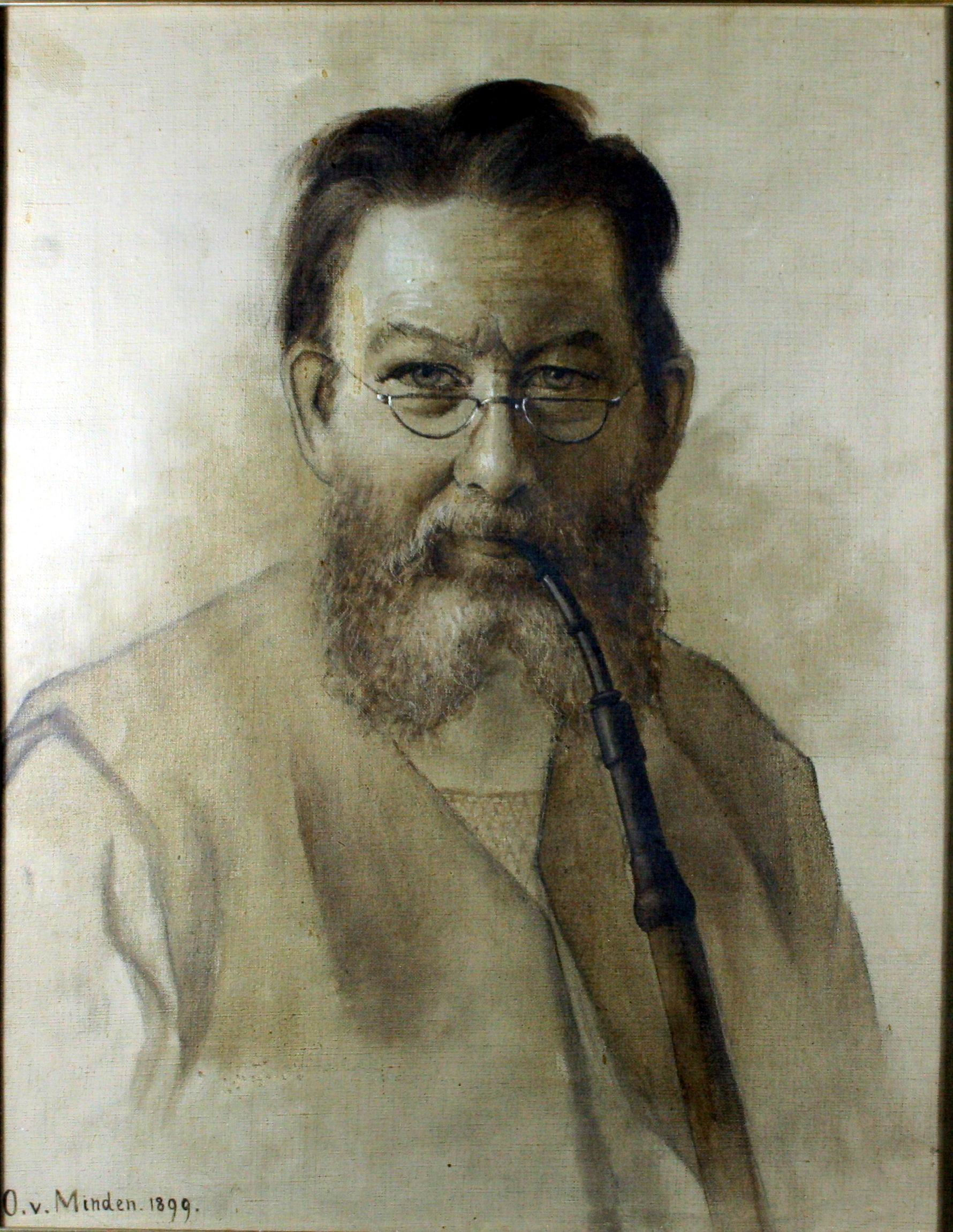
Julius Preller, Landschaftsmaler und Fabrikant (Porträtzeichnung, 1899)

- 07. November: Ljuben Karawelow, Aktivist der Bulgarischen Nationalen Wiedergeburt und Dichter († 1879)
- 07. November: Lucy Lloyd, britisch-südafrikanische Sprachforscherin und Ethnologin († 1914)
- 08. November: Karl Friedrich Zöllner, deutscher Physiker und Astronom († 1882)
- 10. November: José Hernández, argentinischer Journalist und Dichter († 1886)
- 10. November: Martin Nováček, böhmischer Komponist, Dirigent, Musikpädagoge und Musiker († 1906)
- 10. November: Franz Reber, deutscher Kunsthistoriker († 1919)
- 10. November: Marie Walden, Schweizer Schriftstellerin († 1890)
- 11. November: Paul Eduard Richard Sohn, deutscher Maler († 1912)
- 12. November: Franz Brandts, deutscher Industrieller († 1914)
- 15. November: George Anthony Walkem, kanadischer Politiker († 1908)
- 17. November: Hugo Knorr, deutscher Maler († 1904)
- 19. November: Georg Hermann Quincke, deutscher Physiker († 1924)
- 21. November: Friedrich Weyerhäuser, US-amerikanischer Holzmogul († 1914)
- 23. November: Adolfo Baci, italienischer Komponist († 1918)
- 27. November: Michael Bernays, deutscher Philologe und Literaturhistoriker († 1897)
- 28. November: Heinrich von Attems-Petzenstein, österreichischer Offizier und Pomologe († 1909)
- 28. November: Otto von Kühlmann, deutscher Advokat und Politiker sowie Generaldirektor der Anatolischen Eisenbahn († 1915)
- 06. Dezember: Hermann Senator, deutscher Mediziner († 1911)
- 07. Dezember: Ludvig Ludvigsen Daae, norwegischer Historiker († 1910)
- 07. Dezember: Édouard Millaud, französischer Politiker († 1912)
- 09. Dezember: Leopold Carl Müller, österreichischer Maler und Zeichner († 1892)
- 11. Dezember: Eduarda Damasia Mansilla Ortíz de Rozas de García, argentinische Schriftstellerin, Journalistin und Komponistin († 1892)
- 13. Dezember: Leonhard Kohl von Kohlenegg, österreichischer Schriftsteller und Schauspieler († 1875)
- 15. Dezember: Joseph Ignaz von Ah, Schweizer katholischer Priester, Zeitungsmann und Schriftsteller († 1896)
- 15. Dezember: Gijsbert Hendrik Lamers, niederländischer reformierter Theologe († 1903)
- 16. Dezember: Léon Walras, französischer Volkswirt († 1910)
- 18. Dezember: Hermann Roesler, deutscher Nationalökonom († 1894)
- 20. Dezember: Julius Preller, deutscher Landschaftsmaler und Fabrikdirektor († 1914)
- 21. Dezember: Adolf von Sonnenthal, österreichischer Schauspieler († 1909)
- 24. Dezember: Albert von Boguslawski, deutscher Militärschriftsteller und General († 1905)
- 24. Dezember: Otto Lob, deutsch-amerikanischer Dirigent und Komponist († 1908)
- 25. Dezember: Anders Monsen Askevold, norwegischer Landschafts- und Tiermaler († 1900)
- 30. Dezember: Ernst Ravenstein, deutscher Kartograph († 1913)

### Genaues Geburtsdatum unbekannt
- Robert Rowand Anderson, schottischer Architekt († 1921)
- Leopold Magenbauer, rumäniendeutscher Komponist, Chorleiter und Lehrer († 1901)

## Gestorben

### Januar bis April
- 05. Januar: Adam Simons, niederländischer reformierter Theologe, Dichter, Rhetoriker und Historiker (* 1770)
- 08. Januar: Jacques Julien Houtou de Labillardière, französischer Naturforscher und Reisender (* 1755)
- 09. Januar: David Levade, Schweizer evangelischer Geistlicher und Hochschullehrer (* 1750)
- 12. Januar: William Wyndham Grenville, britischer Politiker und Premierminister (* 1759)
- 16. Januar: Jean Nicolas Pierre Hachette, französischer Mathematiker (* 1769)
- 21. Januar: Osei Yaw Akoto, Asantehene des Königreichs Aschanti (* um 1800)
- 28. Januar: Sophie von Dönhoff, Ehefrau des preußischen Königs Friedrich Wilhelm II. (* 1768)
- 29. Januar: Johann Gaudenz von Salis-Seewis, Schweizer Dichter (* 1762)
- 04. Februar: Julie Candeille, französische Komponistin, Musikerin, Dramatikerin und Schauspielerin (* 1767)
- 08. Februar: Lewis David von Schweinitz, deutsch-amerikanischer Naturforscher, Mykologe und Geistlicher der Herrnhuter Brüdergemeine (* 1780)
- 10. Februar: Johann Christian Hundeshagen, forstlicher Praktiker, Forstwissenschaftler (* 1783)

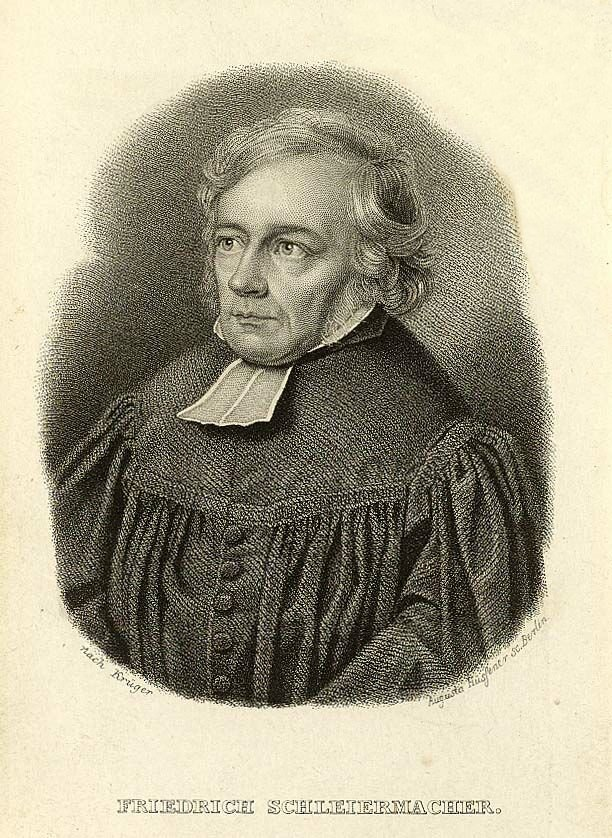
Friedrich Schleiermacher

- 12. Februar: Friedrich Schleiermacher, protestantischer Theologe und Philosoph (* 1768)
- 14. Februar: John Shore, 1. Baron Teignmouth, britischer Politiker und von 1793 bis 1798 Generalgouverneur von Fort William (* 1751)
- 18. Februar: William Wirt, amerikanischer Jurist und Politiker (* 1772)
- 21. Februar: John Breathitt, US-amerikanischer Politiker (* 1786)
- 23. Februar: Karl Ludwig von Knebel, deutscher Lyriker und Übersetzer (* 1744)
- 23. Februar: Ludwig Schellenberg, deutscher Buchhändler, Buchdrucker und Verleger (* 1772)
- 24. Februar: Joseph Wilhelm Balan, preußischer Jurist und Legationsrat (* 1777)

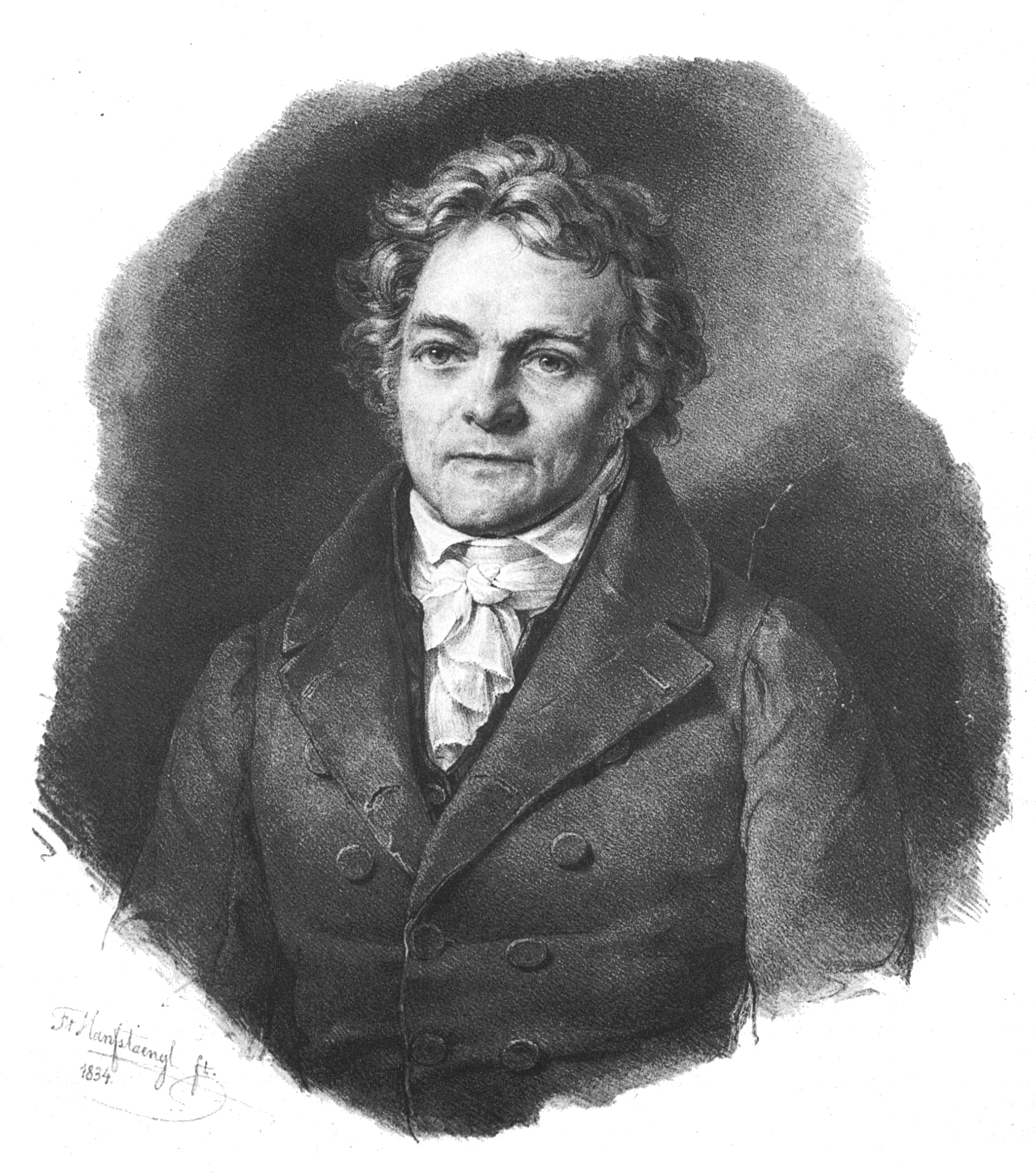
Alois Senefelder 1834

- 26. Februar: Alois Senefelder, österreichischer Schauspieler und Theaterschriftsteller, Erfinder der Lithographie (* 1771)
- 28. Februar: Isaac D. Barnard, US-amerikanischer Politiker (* 1791)
- 02. März: José Cecilio Díaz del Valle, Präsident der Zentralamerikanischen Konföderation (* 1777)
- 06. März: Ludwig Gottfried Madihn, deutscher Hochschullehrer und Universitätsrektor (* 1748)
- 10. März: William Purcell, britischer Seemann auf der Bounty (* 1762)
- 12. März: Karl Wilhelm Feuerbach, deutscher Mathematiklehrer und Mathematiker (* 1800)
- 19. März: Pierre-Auguste Adet, französischer Arzt und Chemiker (* 1763)
- 20. März: Michael Schuster, böhmischer Jurist und Hochschullehrer (* 1767)
- 24. März: Alexius Friedrich Christian, Fürst bzw. Herzog von Anhalt-Bernburg (* 1767)
- 30. März: Rudolph Ackermann, deutsch-britischer Buchhändler, Lithograf, Verleger und Unternehmer (* 1764)
- 31. März: Landolin Ohnmacht, deutscher Bildhauer (* 1760)
- 12. April: Isabella Seymour-Conway, britische Adlige und Mätresse von König George IV. (* 1759)
- 15. April: Girolamo Amati, italienischer Philologe, Gräzist, Epigraphiker, Paläograph und Handschriftenkundler (* 1768)
- 19. April: Abraham Ris, Schweizer Rabbiner (* ca. 1763)
- 28. April: Michael Konrad Wankel, deutscher Gerbermeister und Abgeordneter des ersten Bayerischen Landtags (* 1749)
- 29. April: Grigore IV. Ghica, Fürst der Walachei (* 1755)

### Mai bis August
- 03. Mai: Alexei Araktschejew, russischer General (* 1769)
- 07. Mai: Billy Blue, Sträfling und Siedler sowie Fährmann und Gründer eines Fährunternehmens im Port Jackson (* 1767)
- 09. Mai: Johann Conrad Kopstadt, deutscher Politiker (* 1758)
- 17. Mai: Enrique José O’Donnell, Graf von Abispal, spanischer General (* 1769)

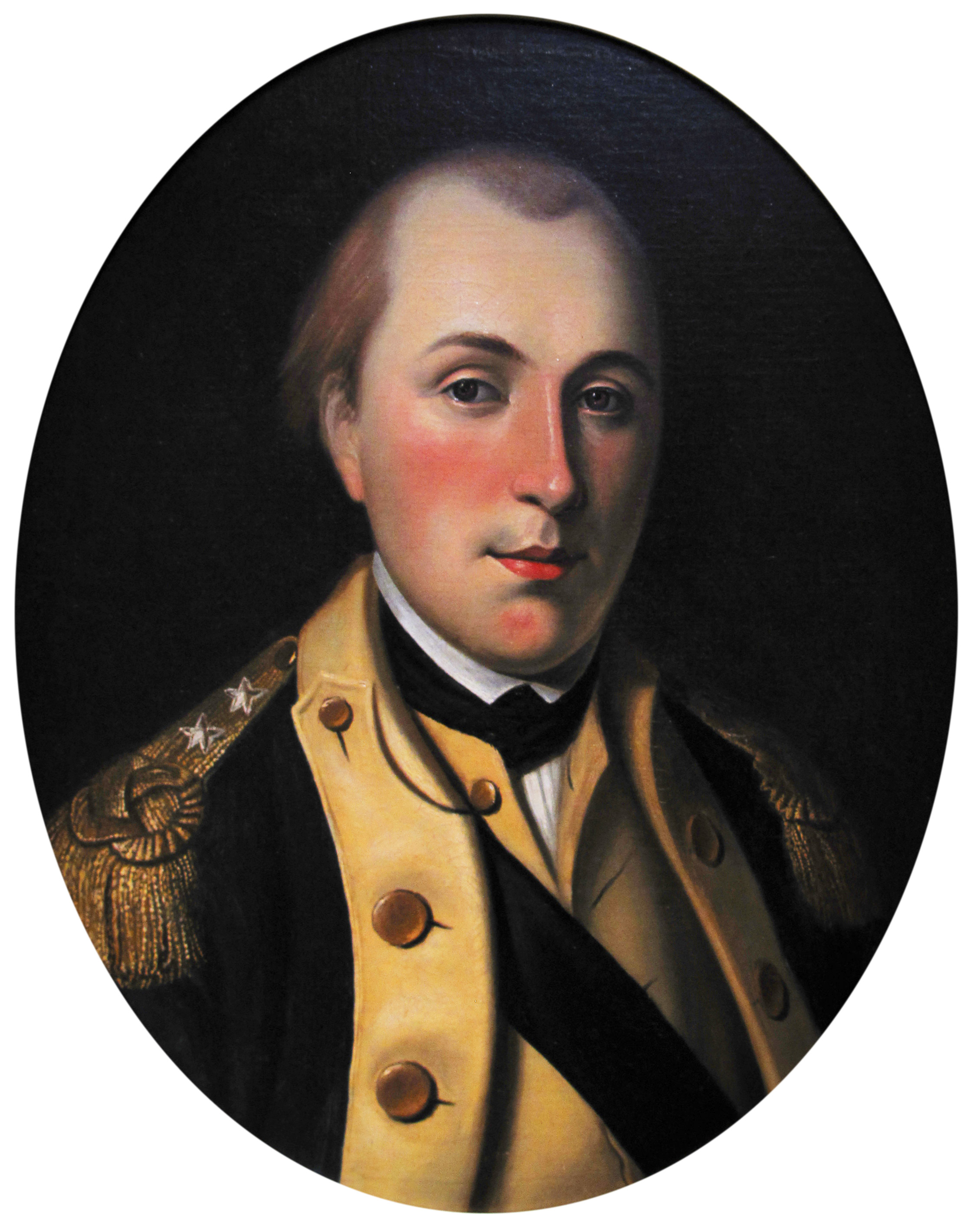
La Fayette

- 20. Mai: Marie-Joseph Motier, Marquis de La Fayette, französischer General und Politiker (* 1757)
- 22. Mai: Johann Baptist Emanuel Pohl, österreichischer Botaniker (* 1782)
- 23. Mai: Charles Wesley junior, englischer Organist und Komponist (* 1757)
- 02. Juni: Edward Lloyd, US-amerikanischer Politiker (* 1779)
- 10. Juni: Karl Christian von Langsdorf, deutsch-litauischer Mathematiker (* 1757)
- 28. Juni: Joseph Bové, russisch-italienischer Architekt und Stadtbaumeister (* 1784)
- 29. Juni: Ferdinand Arrivabene, italienischer Jurist und Schriftsteller (* 1770)
- 29. Juni: Alexandre-Étienne Choron, französischer Musikwissenschaftler und -pädagoge (* 1771)
- 09. Juli: Michael Seymour, britischer Marineoffizier (* 1768)
- 12. Juli: David Douglas, Gärtner, Botaniker, Pflanzenjäger (* 1799)
- 13. Juli: Johann Heinrich Schenck, deutscher Mediziner (* 1798)
- 14. Juli: Edmond-Charles Genêt, französischer Diplomat (* 1763)
- 17. Juli: Friedrich Theodor Kühne, deutscher Hochschullehrer und Sprachwissenschaftler (* 1758)
- 25. Juli: Samuel Taylor Coleridge, englischer Dichter der Romantik, Kritiker und Philosoph (* 1772)
- 01. August: Robert Morrison, britischer presbyterianischer Missionar in China und Bibelübersetzer (* 1782)
- 02. August: John Stanly, US-amerikanischer Politiker (* 1774)
- 05. August: Gijsbert Karel van Hogendorp, niederländischer Staatsmann (* 1762)
- 07. August: Daniel Erhard Günther, deutscher Mediziner und Hochschullehrer (* 1752)
- 07. August: Joseph-Marie Jacquard, französischer Erfinder (* 1752)
- 17. August: Karl Heinrich Gottfried Lommatzsch, deutscher evangelischer Geistlicher (* 1772)
- 19. August: Johann Jakob Humann, Bischof von Mainz (* 1771)
- 20. August: Friedrich Wilhelm Offelsmeyer, deutscher evangelischer Geistlicher (* 1761)
- 22. August: Jacob Georg Christian Adler, Orientalist und Theologe (* 1756)
- 22. August: Franz Antoine, österreichischer Pomologe (* 1768)
- 24. August: William Kelly, US-amerikanischer Politiker (* 1786)
- 28. August: Johann Heinrich Karl Hengstenberg, deutscher Kirchenliederdichter (* 1770)
- 31. August: Karl Ludwig Harding, deutscher Astronom (* 1765)

### September bis Dezember
- 02. September: Thomas Telford, britischer Baumeister (* 1757)
- 03. September: Johann Ernst Plamann, deutscher Reformpädagoge (* 1771)
- 04. September: Maria Francisca von Portugal, Infantin von Portugal und Spanien, Gräfin von Molina (* 1800)
- 04. September: Peter Erasmus Müller, dänischer Bischof, Historiker und Sprachforscher (* 1776)
- 09. September: James Weddell, britischer Seefahrer und Walfänger (* 1787)
- 14. September: Giovanni Antonio Giobert, italienischer Chemiker und Mineraloge (* 1761)
- 15. September: Ernst Ludwig Heim, deutscher Arzt (* 1747)
- 15. September: William Harris Crawford, US-amerikanischer Politiker (* 1772)
- 24. September: Jonas Galusha, US-amerikanischer Politiker (* 1753)
- 24. September: Peter IV., König, später Regent von Portugal und Kaiser von Brasilien (* 1798)
- 27. September: Elisa Radziwiłł, erste Liebe des Kaisers Wilhelm I. (* 1803)
- 29. September: Friedrich, Herzog von Sachsen-Hildburghausen und Sachsen-Altenburg (* 1763)
- 30. September: François-Antoine Jecker, französischer Instrumentenbauer (* 1765)
- 30. September: Georg Christian Franz Kübel, Bürgermeister von Heilbronn (* 1757)
- 06. Oktober: Carl Friedrich Emil von Ibell, Regierungspräsident des Herzogtums Nassau (* 1780)
- 08. Oktober: François-Adrien Boieldieu, französischer Opernkomponist (* 1775)
- 08. Oktober: Philipp Jakob Hoffmann, deutscher Architekt und städtischer Bauinspektor (* 1778)
- 10. Oktober: Thomas Say, US-amerikanischer Entomologe (* 1787)
- 16. Oktober: Albrecht Wilhelm Roth, deutscher Botaniker (* 1757)
- 20. Oktober: Fath Ali Schah, Schah von Persien (* um 1771)
- 21. Oktober: Edward Smith Stanley, britischer Politiker und Pferdezüchter, Gründer der Oaks Stakes (* 1752)
- 26. Oktober: Joseph-Marie Dessaix, französischer General (* 1764)
- 02. November: Karl Georg Maaßen, preußischer Jurist, Politiker und Mitinitiator des deutschen Zollvereins (* 1769)
- 13. November: Friedrich Adolf Ebert, deutscher Bibliothekar und Bibliograph (* 1791)
- 20. November: Siegmund Peter Martin, deutscher liberaler Politiker (* 1780)
- 28. November: Johann Nepomuk Amann, österreichisch-deutscher Architekt (* 1765)
- 30. November: William Frederick, 2. Duke of Gloucester and Edinburgh, Mitglied der britischen Königsfamilie (* 1776)
- 03. Dezember: Giuseppe Albani, Kardinal der katholischen Kirche (* 1750)
- 04. Dezember: Joseph Franz Appel, österreichischer Numismatiker (* 1767)
- 05. Dezember: Thomas Pringle, schottisch-südafrikanischer Schriftsteller und Abolitionist (* 1789)
- 06. Dezember: Ludwig Adolf Wilhelm von Lützow, preußischer General (* 1782)
- 07. Dezember: Josef Hermenegild Arregger von Wildensteg, Schweizer Politiker (* 1746)
- 07. Dezember: Friedrich Erhard von Röder, preußischer General der Kavallerie (* 1768)
- 08. Dezember: Henry Harford, letzter Lord Proprietor der englischen Kolonie Maryland (* 1758)
- 08. Dezember: Edward Irving, Mitbegründer der Katholisch-Apostolischen Gemeinden in Großbritannien (* 1792)
- 13. Dezember: Charles Goldsborough, US-amerikanischer Politiker (* 1765)
- 16. Dezember: Antoine-Vincent Arnault, französischer Schriftsteller (* 1766)
- 21. Dezember: Erduin Julius Koch, deutscher Literaturhistoriker (* 1764)
- 23. Dezember: Thomas Robert Malthus, britischer Ökonom (* 1766)
- 25. Dezember: David Friedländer, deutscher Fabrikant und Autor (* 1750)

### Genaues Todesdatum unbekannt
- Muhammad ibn ʿAlī asch-Schaukānī, jemenitischer Gelehrter (* 1760)
- Jacques Balmat: französischer Bergsteiger (* 1762)